# Joachim Richborn

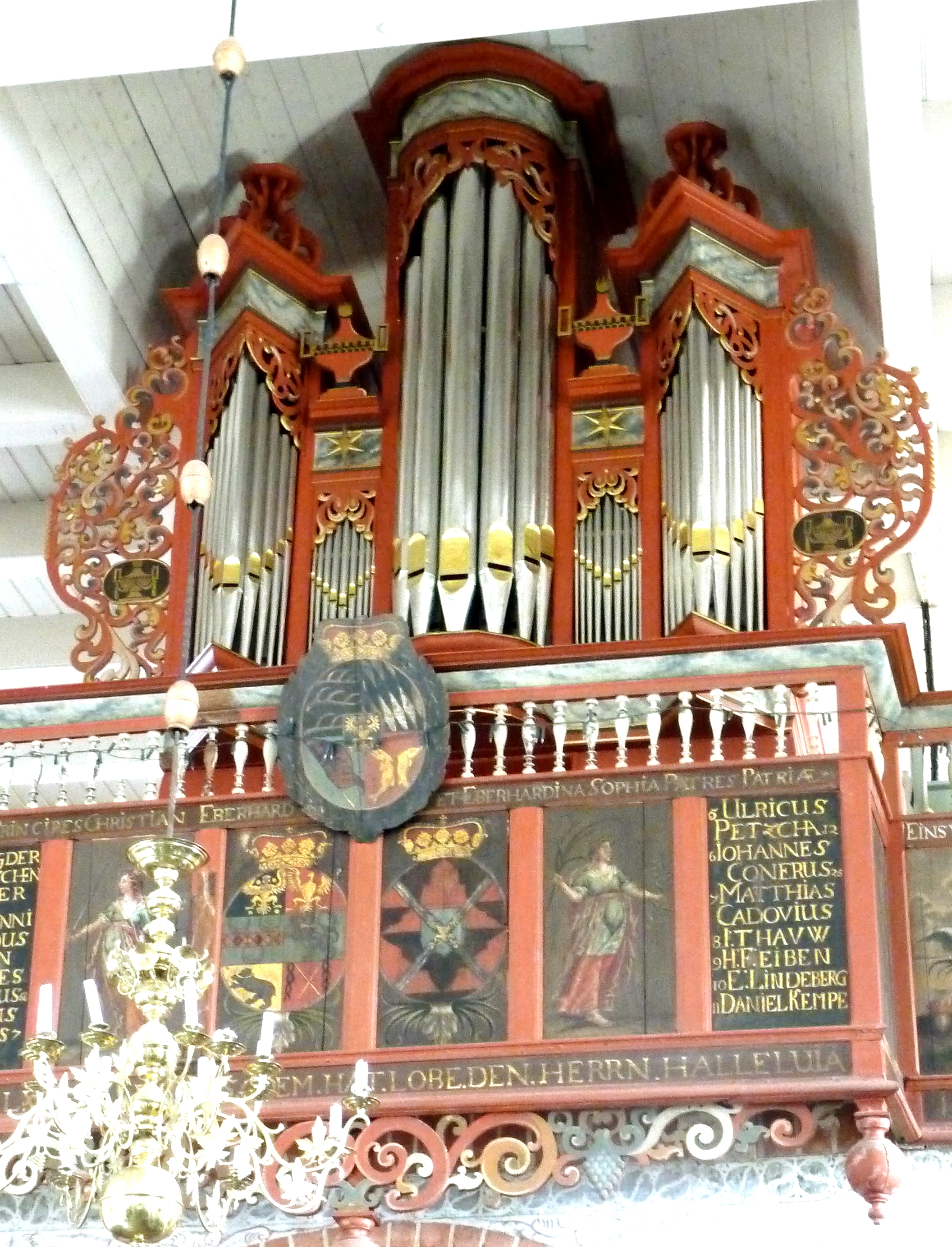
Richborn-orgel uit 1681 in de Skt.-Marien-Kirche in Buttforde

Joachim Richborn (overleden 1684) was een Duitse orgelbouwer.
De uit Hamburg afkomstige Richborn was wellicht een leerling van orgelbouwer Friedrich Stellwagen. Hij repareerde onder meer het orgel in de Maria Magdalenakerk van Hamburg en werkte in het Deense Mögeltondern. Op zijn naam staan de orgels in de kerken van Berdum (1677), Buttforde (1681) en Tönning (1681/1682). Het door hem begonnen werk aan het orgel van de Nicolaaskerk van Elmshorn werd na zijn overlijden in 1684 waarschijnlijk door Arp Schnitger afgemaakt.